# Yacine Bezzaz
Yacine Bezzaz (Grarem Gouga, 10 luglio 1981) è un ex calciatore algerino, di ruol centrocampista.

## Palmarès
- Algerian Ligue Professionnelle 1: 1

CS Constantine: 2017-2018